# Mak piaskowy
Mak piaskowy (Papaver argemone L., ew. Roemeria argemone (L.) C.Morales, R.Mend. & Romero García) – gatunek roślin jednorocznych z rodziny makowatych. Tradycyjnie klasyfikowany do szeroko ujmowanego rodzaju mak Papaver, ale też w XXI wieku włączany do rodzaju remeria Roemeria. Występuje w południowej i środkowej Europie, na Bliskim Wschodzie i w północnej Afryce. Jako introdukowany rośnie także w północnej Europie i na innych kontynentach obu półkul w strefach umiarkowanych. W Polsce jest rozprzestrzeniony na całym obszarze prócz gór i ma status archeofita.

## Morfologia
ŁodygaWzniesiona, owłosiona, słabo rozgałęziona, 10–30 cm wysokości.
LiścieOwłosione. Liście dolne na ogonkach, górne siedzące, głęboko pojedynczo lub podwójnie pierzastodzielne, o lancetowatych, ząbkowanych odcinkach.
KwiatyCiemnoczerwony, pojedynczy kwiat na długiej szypułce pokrytej prostopadle odstającymi włoskami o długości 3 mm lub więcej. Płatki korony długie na 15–25 mm z czarną plamą u nasady, zwykle nie stykają się ze sobą. Słupek nagi, nitki pręcików zgrubiałe w górnej części. Kwiaty bez miodników.
OwocePodłużnie maczugowata, naga torebka, wyraźnie żeberkowana, ze skąpymi, wzniesionymi szczecinkami. Nasiona bardzo liczne.

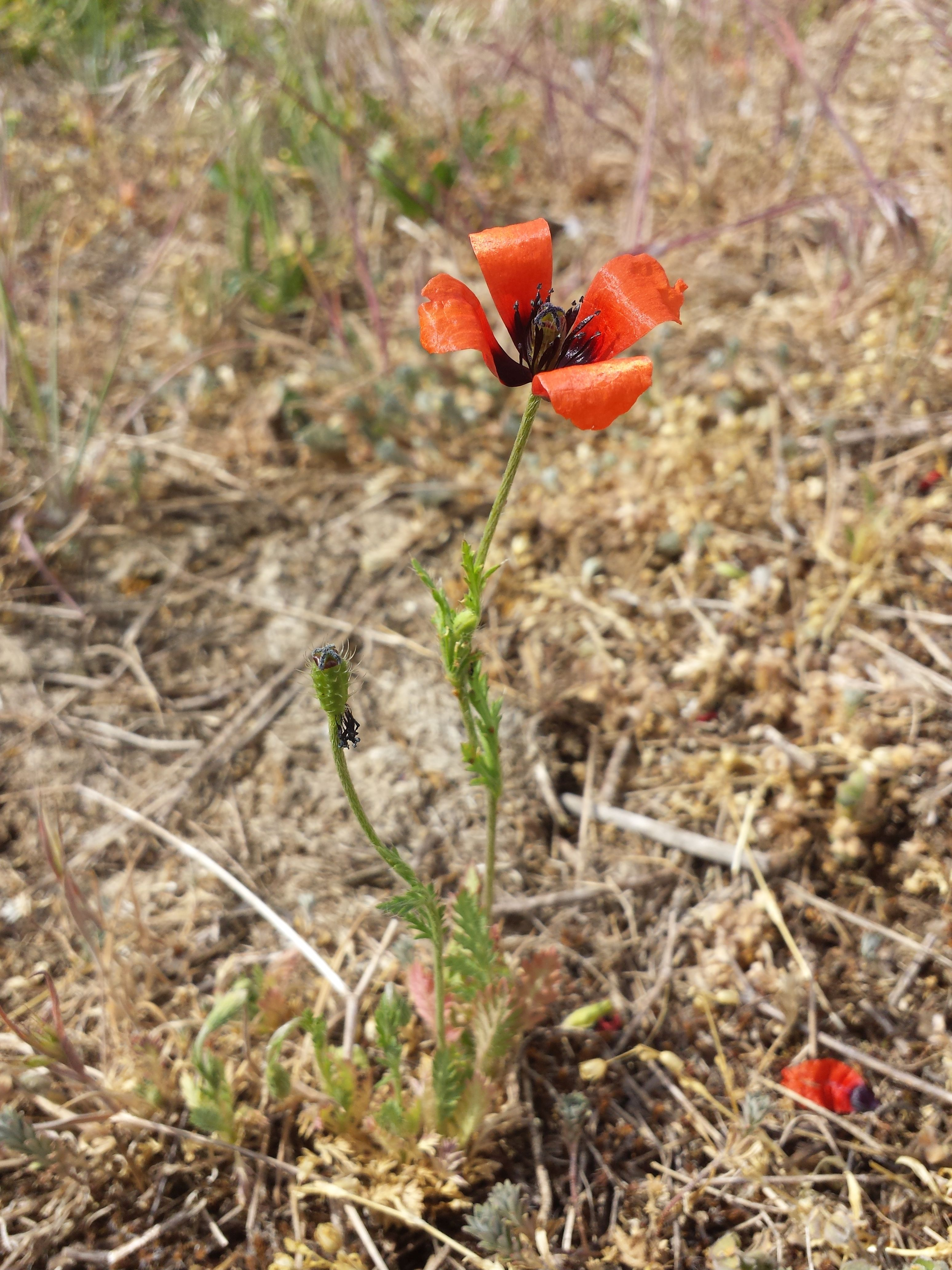
Pokrój
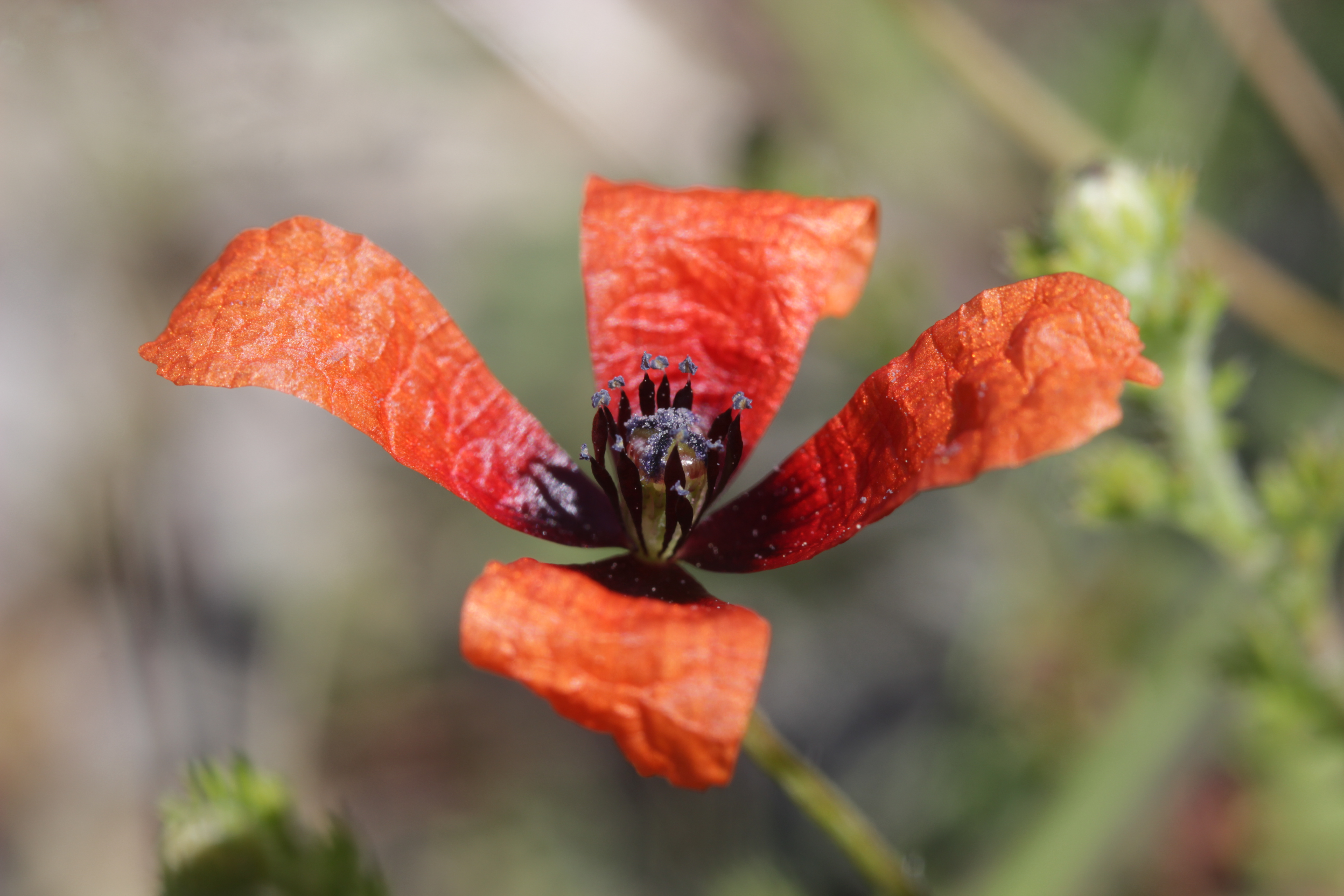
Kwiat
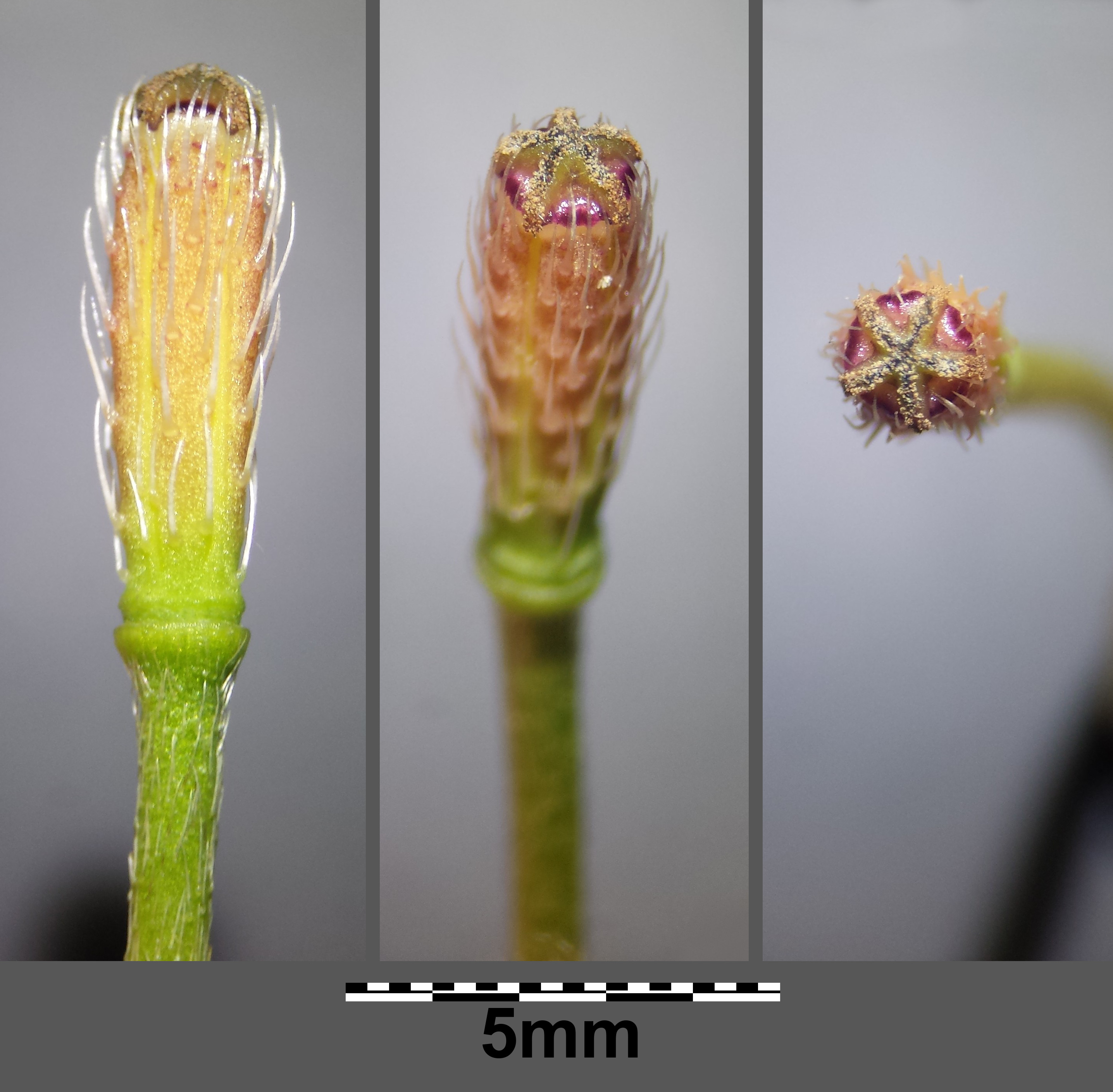
Owoc
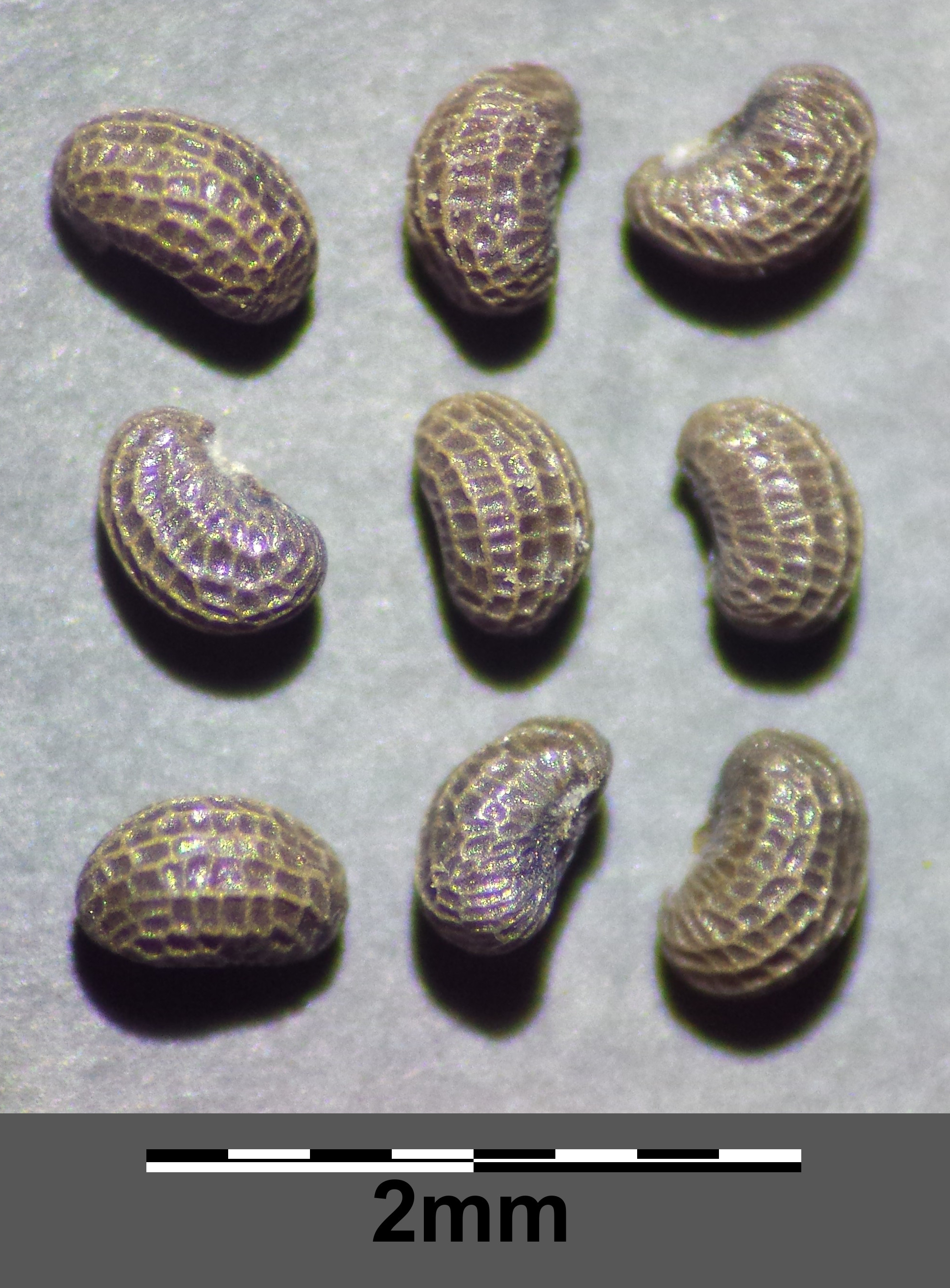
Nasiona

## Biologia i ekologia
Siedlisko: pola uprawne (chwast segetalny), piaszczyste brzegi dróg, ugory. W klasyfikacji zbiorowisk roślinnych gatunek charakterystyczny dla zespołu roślinnego Papaveretum argemones. Kwitnie od maja do lipca. Roślina trująca.

## Zastosowanie
- Roślina lecznicza: o podobnym działaniu i zastosowaniu jak mak lekarski. Surowcem  leczniczym są kwiaty i nasiona (Flores et Semen Papaveris Argemonidos)[7].